# Ruth of the Rockies

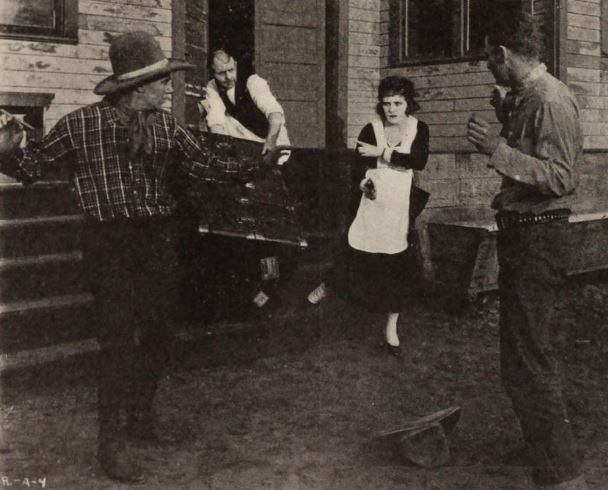
Cena do seriado Ruth of the Rockies (1920), com Ruth Roland, p. 81 de 11 de setembro de 1920, Exhibitors Herald

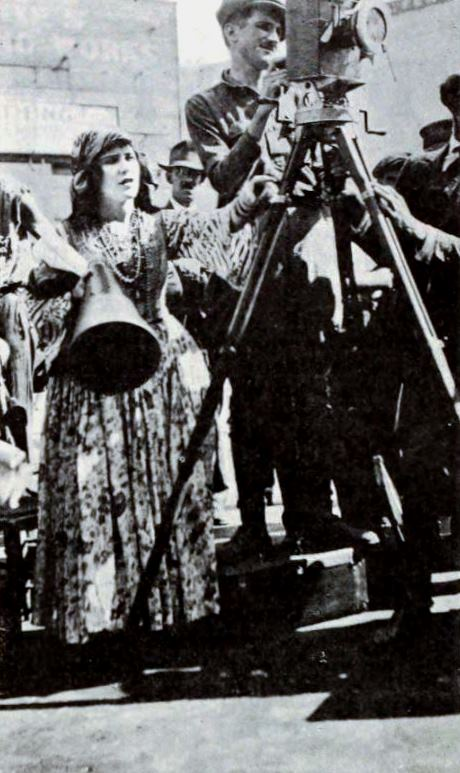
No seriado Ruth of the Rockies (1920), Ruth Roland dirigindo uma cena, p. 99 de 4 de setembro de 1920, Exhibitors Herald

Ruth of the Rockies é um seriado estadunidense de 1920, gênero Western, dirigido por George Marshall, em 15 capítulos, estrelado por Ruth Roland e Herbert Heyes. Produzido por Ruth Roland Serials e distribuído pela Pathé Exchange, veiculou originalmente nos cinemas estadunidenses a partir de 29 de agosto de 1920. Foi baseado no conto “Broadway Bab”, de Johnston McCulley.
Este seriado é considerado parcialmente perdido, pois apenas dois de seus capítulos sobreviem no UCLA Film and Television Archive.

## Sinopse
Uma jovem mulher encontra um baú cheio de diamantes roubados, e se dirige, levando-os, para o oeste, sendo perseguida pelo ladrão.

## Elenco
- Ruth Roland - Bab Murphy
- Herbert Heyes - Justin Garret
- Thomas G. Lingham - Edward Dugan
- Jack Rollens - Sam Wilkes
- Fred Burns - Burton
- William Gillis - Pendleton Pete
- Gilbert Holmes - Shorty (creditado Pee Wee Holmes)
- Norma Bichole
- Harry Maynard
- S.J. Bingham
- Al Hoxie - Extra (não-creditado)

## Capítulos
1. The Mysterious Trunk
2. The Inner Circle
3. The Tower of Danger
4. Between Two Fires
5. Double Crossed
6. The Eagle’s Nest
7. Troubled Waters
8. Danger Trails
9. The Perilous Path
10. Outlawed
11. The Fatal Diamond
12. The Secret Order
13. The Surprise Attack
14. The Secret of Regina Island
15. The Hidden Treasure